# 各拉丹冬峰
各拉丹冬峰，是一座冰川雪山，青海省西南部靠近青藏两省交界，为唐古拉山脉主峰，海拔6621米。各拉丹冬峰是长江源头沱沱河的发源地。

## 位置
藏语“各拉丹冬”一词意为“高高尖尖的山峰”。地理坐标为91.0°E，33.5°N。各拉丹冬峰属于唐古拉镇，是海西州的一块飞地，位于唐古拉山脉中段。
各拉丹冬雪山除主峰外，周围还有超过20座海拔超过6,000（19,685英尺）的山峰。各拉丹冬雪山南北长50（31英里），东西宽20（12英里），终年积雪，雪线高度5,800（19,029英尺），冰川覆盖面积约670平方（260平方英里），有40条冰川。各拉丹冬雪山与西藏自治区那曲地区安多县接壤。
青藏铁路穿越唐古拉山脉各拉丹冬峰东部100（62英里）。

## 气候
各拉丹冬峰地区属干旱气候，年降水量仅200（7.9英寸）。然而，在超过5,000（16,404英尺）的高海拔地区，局部地区有剧烈的气候循环，山麓地区年降水量在数百毫米左右。因此，该地区雪、冰雹天气很频繁，这些条件有利于冰川的形成。各拉丹冬峰地区平均气温−5 °C（23 °F），一年中最热的月份6月到8月气温超过20 °C（68 °F），最冷的月份在一月，气温为−18 °C（0 °F）。在超过5,000（16,404英尺）的高海拔地区，一年四季都很冷，最低温度低于−30 °C（−22 °F）。

## 野生动物
各拉丹冬雪山栖息着20多种野生动物，包含白唇鹿、藏野驴、藏羚羊、雪豹和高山雪鸡。

## 登山
日本登山队经过三年争取获得许可后，在1985年首次登顶了各拉丹冬峰。他们走的是西北山脊接近东北的路线。
虽然很危险，但各拉丹冬在中国登山者中很受欢迎。1997年，北大山鹰社成为第一个到达各拉丹冬峰顶的中国登山队。